# Maeckes & Plan B

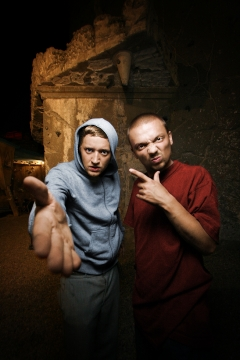
Maeckes und Plan B

Maeckes & Plan B ist ein deutschsprachiges Hip-Hop-Duo aus Stuttgart, das sich aus Markus Winter (Maeckes) und Bartek Nikodemski zusammensetzt. Sie stehen beide bei dem Stuttgarter Independent-Label Chimperator Productions unter Vertrag.

## Geschichte
Im Jahr 2004 veröffentlichten Maeckes und Plan B das Album „Dayz of the Championz“, wobei die erste Hälfte der Platte nur Tracks von Plan B und die zweite Hälfte nur Tracks von Maeckes enthält.
Erst mit dem 2006 erschienenen Mixtape „Als waers das Album“ traten Maeckes und Plan B als Duo auf, das auch gemeinsame Songs aufnahm. Seit diesem Zeitpunkt treten sie meist als Duo auf, wobei beide auch Solo-Platten veröffentlichen. Ebenfalls 2006 nahmen sie gemeinsam mit Franky Kubrick und Tim Xtreme als „Team Stuttgart“ bei dem Projekt Feuer über Deutschland teil, aus dem später eine DVD entstand.
Im April 2007 feierte ihr gemeinsames Theaterstück „Zimmer 601“ in der Karlskaserne in Ludwigsburg Premiere. Die Form dieses Stückes, das Slapstick, Stand Up Comedy und Rap vereinigt, nennen sie selbst „Rap-Up-Comedy“.
2007 kam das Album „Als wären wir Freunde“ auf den Markt, auf welchem unter anderem auch Kool Savas zu hören ist.
Zusammen übernahmen Maeckes und Plan B 2006 und 2007 auf der Hauptbühne des Splash die Moderation.
Maeckes & Plan B nahmen zusammen mit Tua und Kaas ein Album unter dem Gruppennamen Die Orsons auf, zu dem die beiden Lieder „Orson's kleine Farm“ und „Orson's große Scheune“ bzw. die „Drrreckig Süden Tour“ den Ausschlag gegeben haben.
2008 gingen Maeckes & Plan B mit Casper, Tua, Kaas, Pimpulsiv und Vega auf die „Fast wie Las Vegas Tour“. Gleichzeitig erschien zur Tour das Exclusive-Touralbum „!#?@$!“. Gemeinsam mit Tua und Kaas als Die Orsons veröffentlichten sie im gleichen Jahr ein Album, das den Titel Das Album trägt. 2009 ist das zweite Die Orsons-Album Denn dein ist das Reich und die Kraft und die Herrlichkeit, in Ewigkeit, Orsons erschienen. 2012 veröffentlichten Die Orsons ihr drittes Album Das Chaos und die Ordnung als Majordebüt beim Label Universal. 2015 folgte dort What's Goes?.

## Diskografie

### Alben
| Cover | Titel                                                          | Jahr | Kommentar |
| ----- | -------------------------------------------------------------- | ---- | --------- |
|       | Dayz of the Championz                                          | 2004 | Album     |
|       | Als waers das Album                                            | 2006 | Tape      |
|       | Als waeren wir Freunde                                         | 2007 | Album     |
|       | !#?@$! (AusrufezeichenRauteFragezeichenAtDollarAusrufezeichen) | 2008 | Tape      |

Plan B
→ siehe Hauptartikel Bartek Nikodemski
Maeckes
→ siehe Hauptartikel Maeckes
Die Orsons
→ siehe Hauptartikel Die Orsons

### Gastbeiträge / Sonstige
- 2006: Feuer über Deutschland – DVD als „Team Stuttgart“ (zusammen mit Franky Kubrick und Tim Xtreme)
- 2006: Der Atem Gottes (Juice Exclusive! auf Juice-CD #68)
- 2007: White Trash (Video aus Als waeren wir Freunde)
- 2007: Arschtritt ins Gesicht (Juice Exclusive! auf Juice-CD #77)
- 2007: Phantom der Opfer (mit Marteria) (Juice Exclusive! auf Juice-CD #78)
- 2007: 80 Euro die Karte (Maeckes & Plan B, Kodimey, Kaas, Tua, Sucuk Ufuk – Juice Exclusive! auf Juice-CD #81)
- 2008: Massaker (Juice Exclusive! auf Juice-CD #84)
- 2008: Wir kenn’ dich nicht reloaded (Laas Unltd. feat. Olli Banjo, Kool Savas, Franky Kubrick und Maeckes & Plan B) (Juice-Exclusive CD #93)
- 2009: Beweis 2 Mammut Remix (Kool Savas feat. Olli Banjo, Plan B, Maeckes, Caput, MoTrip, Ercandize, Kobra, Franky Kubrick, Sizzlac, Laas Unltd., Jifusi, Phreaky Flave, Amar, Germany, Favorite, Kaas und Vega) (Produziert von Melbeatz)